# Jodocus Hondius
Jodocus Hondius ↓1 (Dentergem, 17. listopada 1563. − Amsterdam, 12. veljače, 1612.), flamanski umjetnik i kartograf poznat po čuvenim zemljovidima Novog i Starog svijeta, dopunjavanju radova G. Mercatora, te portretima F. Drakea. Za vrijeme njegova života Amsterdam postaje kartografsko središte Europe.

## Životopis
Hondius se rodio u Dentergemu, a karijeru je započeo kao graver i izrađivač mjernih instrumenata odnosno globusa. Zbog vjerskih pritisaka kojima su bili izloženi Flamanci, godine 1584. preselio se u London.
Za vrijeme boravka u Engleskoj, Hondius je objavljivao djela F. Drakea koji je kasnih 1570-ih oplovio svijet. Godine 1589. izdao je danas slavan zemljovid New Albiona na zapadnoj obali Sjeverne Amerike gdje je slavni moreplovac i istraživač uspostavio koloniju. Također, izradio je više Drakeovih portreta koji se danas čuvaju u londonskoj Nacionalnoj galeriji portreta.
Hondius se 1593. godine seli u Amsterdam gdje ostaje do kraja života. Godine 1604. kupuje bakroreze G. Mercatora od njegovog unuka i izdaje ih s dodatnih 36 zemljovida. Unatoč vlastitim prilozima, Hondius je djelo u potpunosti pripisao slavnom prethodniku dok je sebe opisao isključivo kao izdavača. Izdanje je postiglo veliki uspjeh što ga je nagnalo da objavi i džepni atlas (Atlas Minor). Navedena izdanja postala su poznata kao Mercator-Hondiusovi atlasi.
Između 1605. i 1610. godine Hondiusa upošljava J. Speed za graviranje njegovog „Teatra carstva Velike Britanije” (engl. The Theatre of the Empire of Great Britaine).
Poslije Hondiusove smrti s izdavačkim radom nastavili su njegova udovica i dva sina − Jodocus mlađi i Henricus. Kasnije se obitelj udružila s J. Janssoniusom čije se ime također pojavljuje na Mercator-Hondiusovim atlasima izdanima nakon 1633. godine.
Nakon prvog latinskog izdanja iz 1606. godine, ukupno je izdano još pedesetak njih na raznim europskim jezicima. Također, djelomični prijevod na turski objavio je i osmanlijski učenjak K. Çelebi.

## Poveznice
- Povijest kartografije